# Freddy Burger Management
Das Freddy Burger Management (FBM) mit Sitz in Zürich ist eine im Eventmanagement, Showgeschäft und in der Gastronomie tätige Schweizer Unternehmensgruppe.

## Tätigkeitsgebiet
Die FBM-Unternehmensgruppe umfasst die drei Sparten FBM Entertainment, FBM Events und FBM Gastronomie. Ab 2019 übernimmt die Gruppe zudem die Thunerseespiele AG.
Die Abteilung FBM Entertainment konzentriert sich unter dem Firmennamen Rent-a-Show AG auf das Veranstalten von Kultur- und Unterhaltungsanlässen und ist für das Management des Theater 11 Zürich sowie des Musical Theater Basel verantwortlich. Seit der Gründung im Jahr 1969 brachte die Firma als einer der führenden Schweizer Veranstalter zahlreiche Musik- und Bühnenshows im Bereich Musical, Tanz, Theater, Comedy und Zirkus sowie Originalproduktionen von Musicals auf die Schweizer Bühnen, darunter Chicago, We Will Rock You, Blue Man Group, Disney THE LION KING, Mary Poppins und Wicked. Zudem fungiert das Unternehmen seit 1996 für verschiedene Shows von Cirque du Soleil als örtlicher Partner. FBM Entertainment wird von Angelo Stamera geleitet.  
Im Bereich FBM Events übernimmt das Unternehmen unter der Leitung von Christoph Bürge die Organisation von Firmenanlässen sowie Veranstaltungen mit Öffentlichkeitswirkung.
FBM Gastro Management AG betreibt diverse Restaurants, dazu gehören Restaurant Sonnenberg, Restaurant Theater 11, Restaurant Schifflände (Maur) und Kafi Züri. Weiter ist sie bei Gastronomiebetrieben beteiligt, darunter das Kafi Bank und der Club Mascotte. Leiter der FBM Gastro Management AG ist Nils Betschart.
FBM deckt über die drei Kernbereiche hinaus auch Finanz- und Treuhand-Dienstleistungen und Rechtsberatung ab. Das Unternehmen ist zudem beteiligt an der führenden Schweizer Fernsehproduktionsgesellschaft B&B Endemol Shine AG sowie bei der Booking- und Managementagentur Andreas & Conrad AG.

## Geschichte

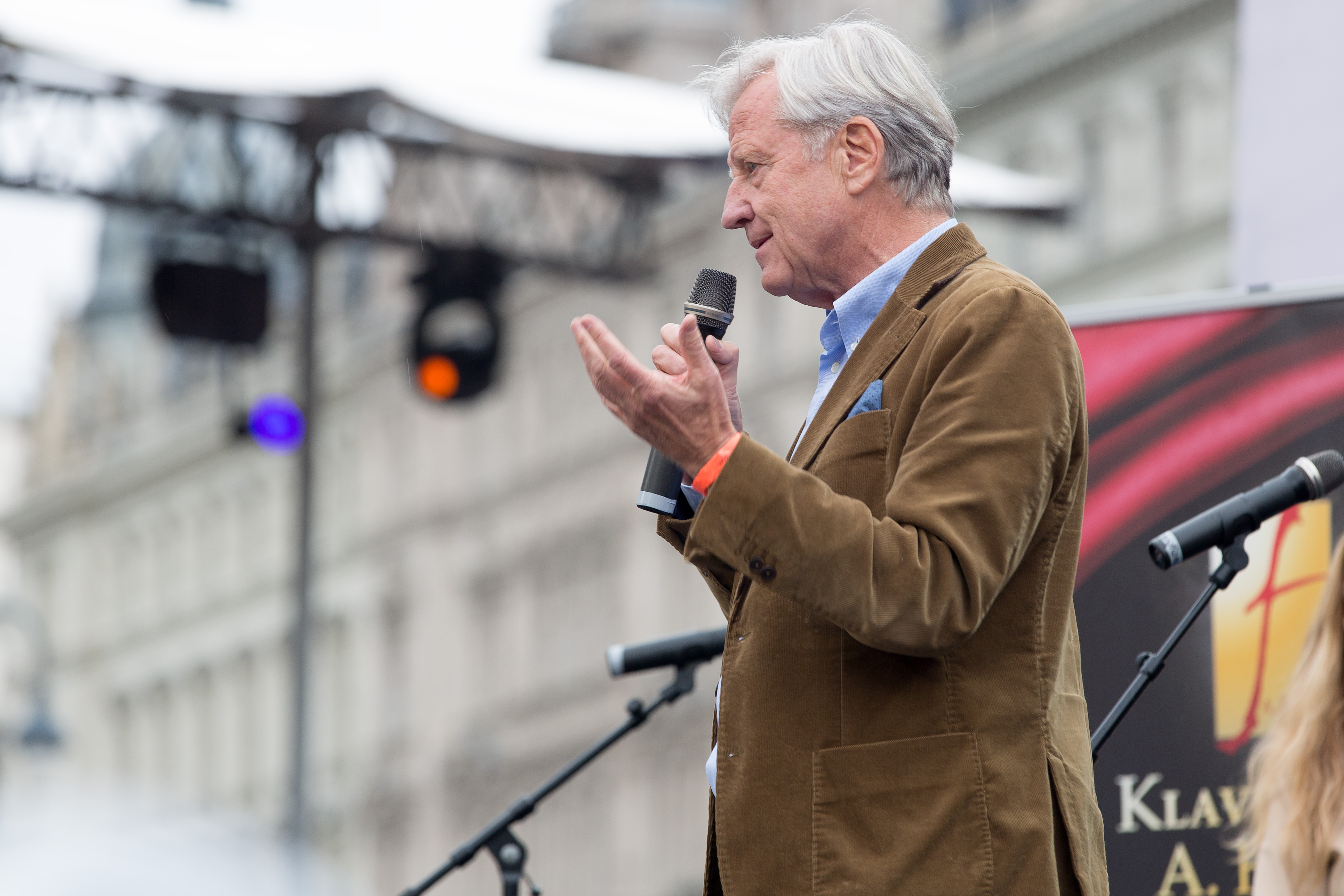
Freddy Burger (2015)

Die unternehmerische Tätigkeit von Freddy Burger begann 1965 im Alter von 19 Jahren, als er mit dem Auftritt von Cliff Richard im Zürcher Hallenstadion sein erstes grosses Konzert veranstaltete. Dieses bescherte ihm damals einen Verlust von 20'000 Franken, womit er danach nicht mehr in der Lage war, den mit den Rolling Stones eingegangenen Vertrag einzuhalten, an deren späterem Konzert 1967 im Hallenstadion die Stühle flogen.
Danach stieg Burger bei der Konzertagentur Schläpfer ein, wo er als Künstleragent tätig war und 1967 Manager von Pepe Lienhard wurde. 1969 machte er sich schliesslich selbständig und gründete die Rent-a-Show AG als Basis der heutigen Unternehmensgruppe. Seine Tätigkeit ergänzte er 1973 mit der Übernahme eines Lokals in Zürich, dem ein Jahr später ein Dancing in Bern folgte. Zwischen 1976 und 1980 erweiterte Burger als Partner der Good News Productions seine Geschäftstätigkeit. In der Zwischenzeit lernte Freddy Burger 1977 Udo Jürgens kennen und wurde dessen Manager.
Im Verlaufe der Jahre dehnte das Freddy Burger Management seine Geschäftstätigkeit weiter aus, zuletzt 2006 mit der Übernahme des TV-Festivals Rose d’Or in Luzern.
2007 wurde Freddy Burger Management mit dem Live Entertainment Award in der Kategorie Bestes Künstlermanagement für seine 30-jährige Zusammenarbeit mit Udo Jürgens ausgezeichnet. Die Rent-a-Show AG erreichte im gleichen Jahr für Udo Jürgens Konzerttournee die Nominierung in der Kategorie Beste Arena- / Hallentournee.
Seit 2016 leitet Christoph Bürge die FBM-Gruppe. Freddy Burger ist als aktiver Inhaber an allen wichtigen strategischen Themen beteiligt.